# Drama Desk Award
Drama Desk Award é um prêmio de teatro criado em 1955, concedido anualmente ao teatro nova-iorquino e o único que premia peças da Broadway, off-Broadway, off-off-Broadway e peças encenadas por organizações sem fins lucrativos legítimas. É considerado um dos mais importantes prêmios teatrais dos Estados Unidos e complementa os Prêmios Tony, que são outorgados apenas a peças e musicais encenadas na Broadway.

## História
Inicialmente conhecido como Vernon Rice Awards, em homenagem ao crítico Vernon Rice do New York Post, o nome foi mudado para o atual  durante a temporada teatral de 1963/1964. Em seus primeiros anos, havia um número pequeno de categorias concorrentes, mas atualmente ele é distribuído em mais categorias que os Tony. Até 1975, apenas os premiados eram anunciados; a partir deste ano, passou a haver o anúncio dos indicados antes da premiação final.
O Drama Desk é composto de críticos de teatro, repórteres e editores e cerca de 140 ou mais deles são votantes nos indicados. Através dos anos, o prêmio tem sido um primeiro degrau rumo ao estrelato de artistas como Andrew Lloyd Webber, Edward Albee, George C. Scott, e Dustin Hoffman. Peças encenadas off-Broadway como Flores de Aço e Conduzindo Miss Daisy conseguiram fama internacional após serem agraciados com ele.
Entre alguns dos premiados através dos anos estão Alan Arkin, Michael Bennett, Bob Fosse, Joel Grey (diretores), Kevin Kline, Michael Crawford, Nathan Lane (atores) e Angela Lansbury, Glenn Close e Julie Andrews (atrizes).